# Stadtwerke Fürstenfeldbruck
Die Stadtwerke Fürstenfeldbruck GmbH sind seit 1892 ein kommunaler Energieversorger für Strom, Trinkwasser, Wärme und Erdgas. Ein Träger der öffentlichen Versorgung der Stadt Fürstenfeldbruck und zudem Betreiber der Kraftwerke Obermühle und Schöngeising.

## Geschichte

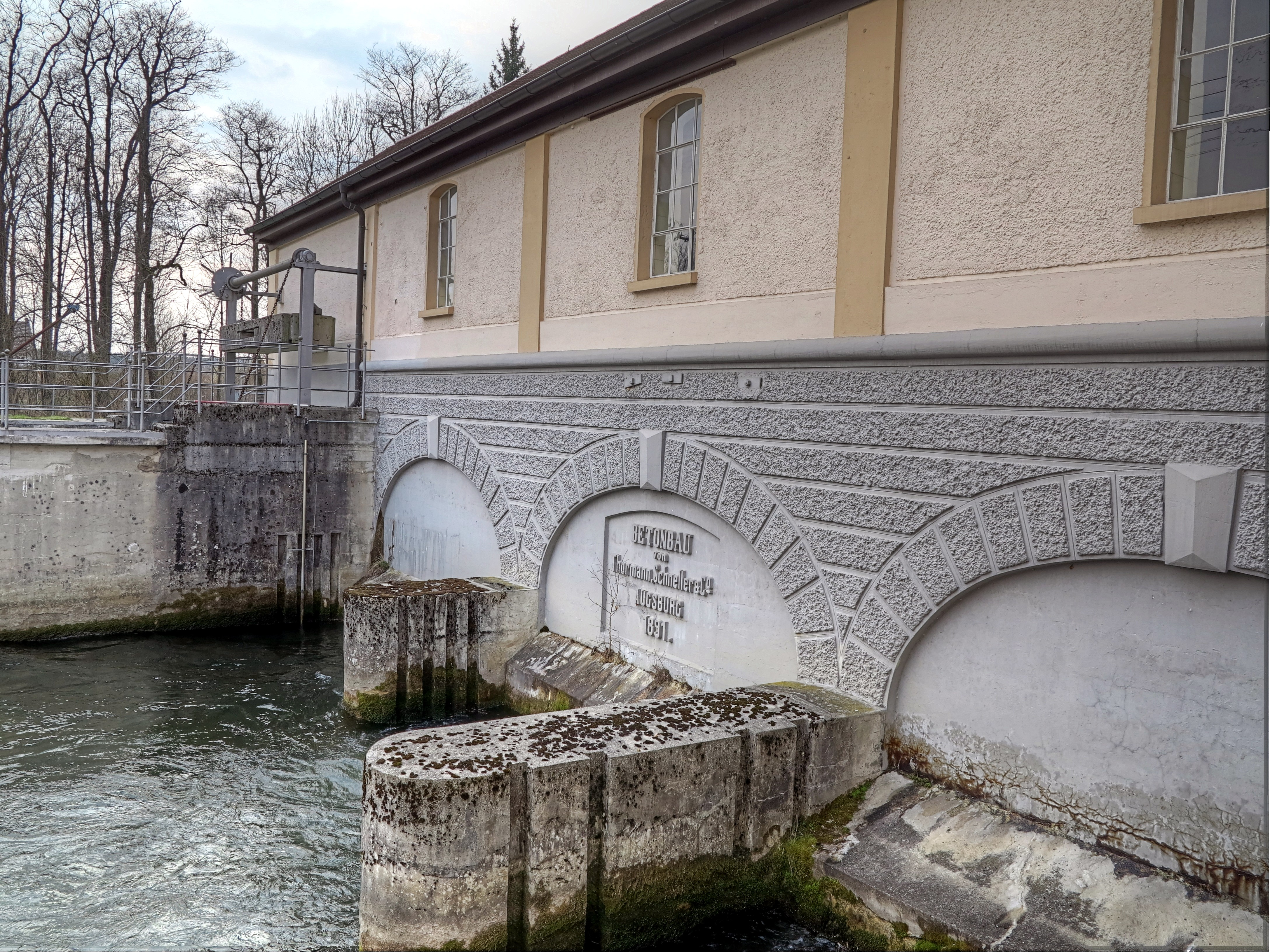
Wasserkraftwerk bei Schöngeising

1892 wurde mit der Inbetriebnahme des Wasserkraftwerks an der Stelle einer Ampermühle in Schöngeising der Grundstein für die Stadtwerke Fürstenfeldbruck gelegt. Mit dem Strom aus dem von Oskar von Miller geplanten Kraftwerk wurde im nahen Fürstenfeldbruck, als einer der ersten Städte in Bayern, eine Straßenbeleuchtung installiert. Die Stadtwerke betreiben die AmperOase, welche ein Hallenbad, ein Freibad, ein Saunadorf und ein Eisstadion umfasst.

## Geschäftsfelder
Das Unternehmen ist für die Wasserversorgung im Stadtgebiet Fürstenfeldbruck zuständig. Die Fernwärmeversorgung im Stadtgebiet gehört ebenfalls zu den aktuellen Geschäftsfeldern. Die Stadtwerke versorgen außerdem 23 Gemeinden in den Landkreisen Fürstenfeldbruck, Starnberg, Landsberg/Lech und Aichach-Friedberg mit Strom. Seit 2011 besteht auch die Möglichkeit des Gasbezuges über die Stadtwerke Fürstenfeldbruck.
Darüber hinaus bieten die Stadtwerke energienahe Dienstleistungen wie Contracting und Facility-Management an.

## Beteiligungen
- KOS Energie GmbH
- BavariaGIS GmbH
- Energieallianz Bayern GmbH & Co. KG
- Energieallianz Bayern Entwicklungsgesellschaft
- Energieallianz Projekt GmbH & Co. KG
- Fernwärme Bergkirchen GmbH

Regionale Energieerzeugung – Erneuerbare Energien:
- WindEnergieAnlage Mammendorf GmbH & Co. KG
- WindEnergieAnlage Malching GmbH & Co. KG
- Windpark Domnitz GmbH & Co. KG
- Windpark Neutz GmbH & Co. KG
- Windpark Zieger GmbH & Co. KG

## Produkte
- Strom
- Trinkwasser
- Fernwärme
- Erdgas
- Schwimmbad
- Freibad
- Eisstadion

## Dienstleistungen
- Energieberatung
- Energiecheck
- Energieausweis
- Förderberatung
- Contracting